# LORAX
LORAX（Life on Ice: Robotic Antarctic Explorer, LORAX、ロラックス）は、カーネギーメロン大学ロボット工学研究所の実験プロジェクト、NASA の支援を受けている。

## プロジェクトの目的
- 南極氷床微生物調査の為の、無公害・継続維持可能動力を持つ、自律ローバーの作成
- 1ヶ月以上人間から離れて作動可能
- 動力は太陽動力、風力を使う